# فتح الله أحمد
فتح الله أحمد صالح (23 تموز 1957م - 25 آب 2021) ملحن وموزع موسيقي عراقي، وعميد سابق لمعهد الدراسات الموسيقية بالعراق، كان قائداً للفرقة الموسيقية لكاظم الساهر وموزعاً لكثير من أعمالها، ويُعدُّ أولَ عراقي يؤسس التوزيع الموسيقي للأغنية على مستوى العراق، هاجرَ من العراق ولم يعد منذ يوم 20 تموز سنة 2002، وهو مقيم في دبي.

## النشأة والدراسة
وُلد فتح الله في مدينة كركوك في حي بريادي، من أبوين تركمانيين، وحين كان طالباً كان يحلم بالانضمام إلى الفرقة السمفونية الوطنية العراقية، قال فتح الله «كنا نحضر كونيسيرتات الفرقة في قاعة الخلد حينها ونخرج متحمسين للتدريب 12 ساعة يومياً لغرض نيل شرف الانضمام إليها، وفي عام 1977 انضممتُ إلى الفرقة السيمفونية العراقية كعازف على آلة الفيولونسيل (التشيللو)، يمكن أنها كانت معنى السعادة الحقيقية التي لم أشعر به للحين»، انتمى إلى الفرقة القومية التركمانية منذ سنة 1970، ولتلك الفرقة فضل كبير على فتح الله في مسيرته الفنية، وبدأ منذ سنة 70 بتسجيل أعمال غنائية في تلفزيون كركوك، وكان من أاساتذته يحيى حمدي، وناظم نعيم، ووديع خوندة، وأحمد الخليل، ومحمد جواد أموري، وفؤاد عثمان، وعلي مردان.

## الوظائف
سئل فتح الله عن مهنته، هل أنت موزع موسيقي؟ أم ملحّن؟، فقال «أنا مؤلف موسيقي وملحن، وفي عالمنا العربي والشرقي التلحين ممكن أن يكون موهبة وليس له علاقة بالدراسة.. أنا أول من أدخل التوزيع الموسيقي كمهنة في الأغنية العراقية حيث قبلي تكاد أن تكون هذه الصفة معدومة».
- رئيس الفرقة الموسيقية في الإذاعة منذ 1977.
- عميد معهد الدراسات الموسيقية منذ 1999.
- محاضر في جامعة اليرموك في إربد، سنة واحدة.
- مرافقة كاظم الساهر في في حفلاته خارج العراق
- رئيس قسم الأصوات والغناء العربي والبحوث في بيت العود بالإمارات.[6]

## أعماله
- غناء مقدمة مسلسل الأماني الضالة (وهو أشهر مسلسل عراقي)

قال فتح الله «عند ذِكْرِنا لمسلسل (الأماني الضالة) لابد لنا أن نذكر الفنان الجميل المخرج حسن حسني، الذي كان وما يزال مجدداً وله رؤى خاصة به في الدراما والتمثيل، كنا نسكن معاً في نفس العمارة، أعجبت به وأعجب بي واختارني لعمل التايتل والموسيقى التصويرية للمسلسل، وزودني بالنص لتايتل البداية والنهاية للشاعر الجميل (حسن الخزاعي) وأنا كنتُ في غاية الحماس للعمل، وبعد التلحين والتسجيل طلب مني الفنان كاظم الساهر أن يغنيهما مقابلَ ما أطلبُه دون نقاش وأنا صراحةً وافقتُ، في يوم تركيب الصوت للفنان كاظم الساهر دخل حسن حسني للاستوديو و (تَعَفرَت !!!) قال لي: نحن اتفقنا أن تغنيَها بصوتك لذلك خلاص أنا لغيت الموضوع ما أريد وخرج وهو زعلان. فأنا بقيت محرجاً ماذا أفعل؟ فلم يكن هناك شيء غير قول الحقيقة، فتقبّله أبو وسام بروح رياضية وغادر الاستوديو ودخلتُ أنا وغنيتهما بصوتي.».
- ملحمة كلكامش: أكمل أغلب لوحاتها الموسيقية، وقال «سمعت بأن كاظم الساهر يرمي الكرة في ملعبي، ولكن العكس هو الصحيح إذا كان متحمساً لتنفيذها فأنا المستجيب، لكنني أعتقد أنها أصبحت في ذكريات الماضي لتكلفة تنفيذها».
- ثلاث سمفونيات، اثنتان للإمارات، وواحدة لمدينة كركوك.
- أرض الحرية (أوركسترا).[5]َ
- ابتهال أحمدُ طه محمدٌ: ابتهالات وأناشيد وموشحات دينية مع ارتجالات إنشادية، كلمات: كريم العراقي، وألحان: د. فتح الله أحمد.[7]

## انقلاب موسيقي
قال فتح الله «عملت الكثير وحوربت من قبل الكثير ووشاية كادت توصلني إلى حبل المشنقة بتهمة تخريب الموسيقى العراقية، ولم ينتبني الخوف وما تراجعت، أضفتُ بعض الآلات التي كانت محرمة في المعهد مثل: البيانو والتشيللو والكونترباص والفيولا والفايولين والفلوت ودراسة علوم النظريات والتأليف الموسيقي وعلم الهارموني، الأمر الذي أدى إلى استياء بعض المدرسين الذين كانوا أصلاً لا يصلحون للتدريس، وبعكسهم كان الطلبة فرحين وشعروا بأنهم بدأوا يدرسون بجد، ومن خلال المتابعة المستمرة واستقطاب أصدقائي من الأساتذة الكفوئين تمكنا من عمل انقلاب في المعهد، وأنا بدوري ومن خلال علاقاتي الخاصة حصلت على الموافقة من رئاسة الجمهورية عام (٢٠٠٠) لتحويل المعهد إلى كلية وساندني من ساندني وعارضني من تضررت مصالحه الشخصية».

## الاستغناء عن الملحن
في مقابلة صحفية نشرتها جريدة المدى، يوم 17 آب سنة 2013، رأى فتح الله أحمد أن الأعمال الغنائية اليوم هي نتيجة انحطاط ثقافي من جراء المصائب السياسية، وقال «تحولت الأغاني إلى أهازيج بسيطة يرددها المغني ويعملُ لها الموسيقى أيُّ عازف كيبورد وليس هناك ضرورة لوجود ملحن بعد اليوم لعدم وجود لحن من الأساس في هذه الأغاني».

## إيقاع الخلطة
عرّف فتح الله الخلطة بأنها «مزيج من الحركات الإيقاعية داخل الحركة الإيقاعية الواحدة، تجعل الأغنية عبارة عن خلطة عصرية مستوحاة من القلق والخوف والضجر التي تعانيه الناس من محيطهم غير المستقر وكل الأغاني متشابهة في المقام والإيقاع»، فيصبح المقام هجيناً، ناشزاً عن الإيقاعات العربية الأصيلة، وفيه طمس للهوية الموسيقية العراقية.

## مرضه ووفاته
في يوم 6 حزيران سنة 2021، ذُكرَ أن فتح الله قد بدأ بتلقي العلاج الكيمياوي في مستشفى شخبوط في أبو ظبي بسبب إصابته بورم سرطاني، وأُعلن في 10 تموز سنة 2021 عن نقله إلى العناية المركزة بعد 9 أيام من إصابته بمرض كورونا، وفي مساء يوم الأحد 15 آب سنة 2021، أعلنت وسائل إعلام عراقية عن وفاة فتح الله أحمد، ونقل موقع IQ NEWS عن مصدر أن فتح الله توفيَ في تركيا متأثراً بمضاعفات فايروس كورونا. فنفى ذلك ابنُ فتح الله أحمد، بعد ساعات، ثم نقل موقع روسيا اليوم عن مراسلهم في العراق خبر وفاة فتح الله أحمد يوم الأربعاء 25 آب 2021.